# 核试验

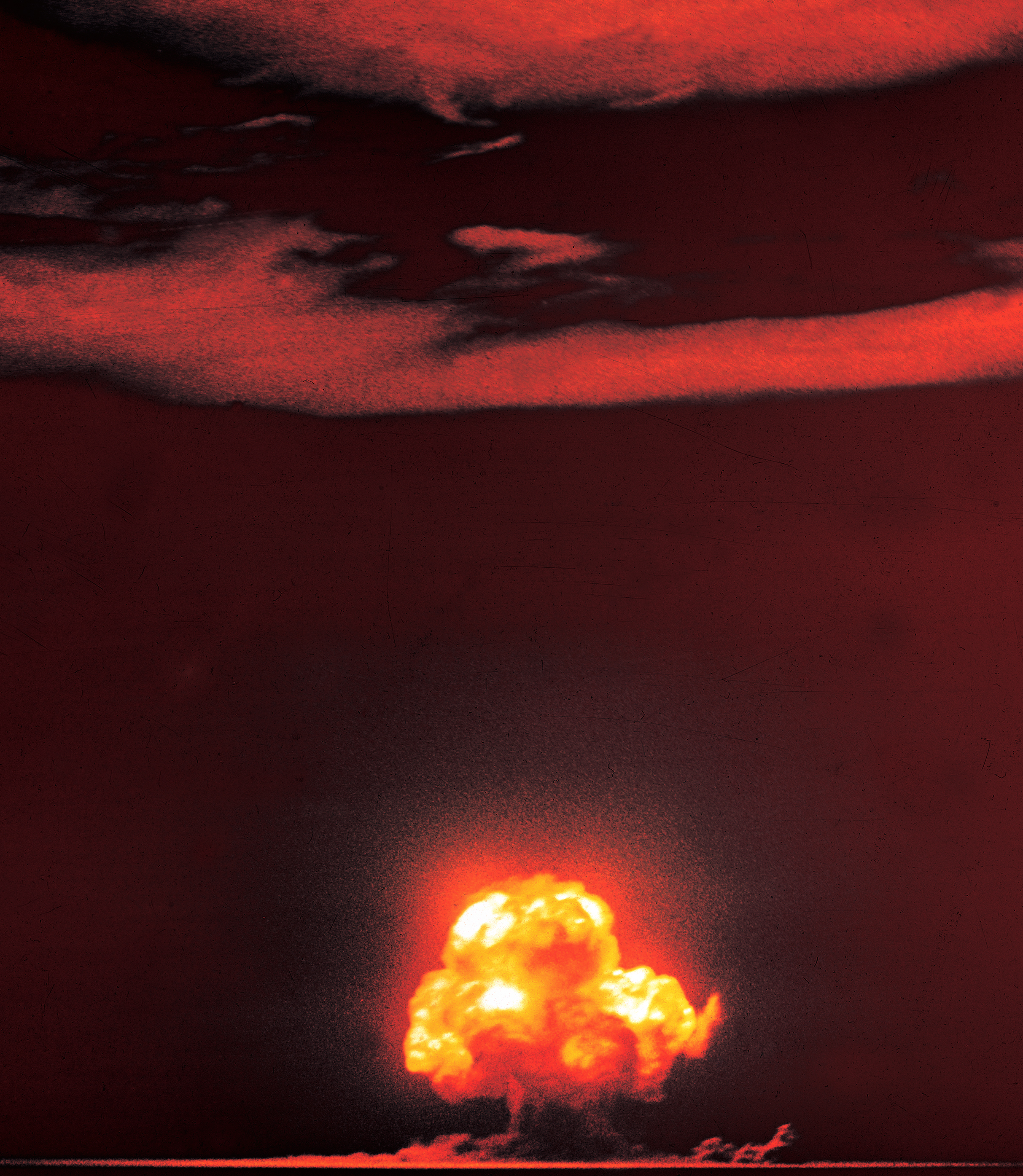
在1945年7月16日首次的核試驗

四種核試驗：1.地上核試驗2.地下核試驗3.高空核試驗4.水下核試驗

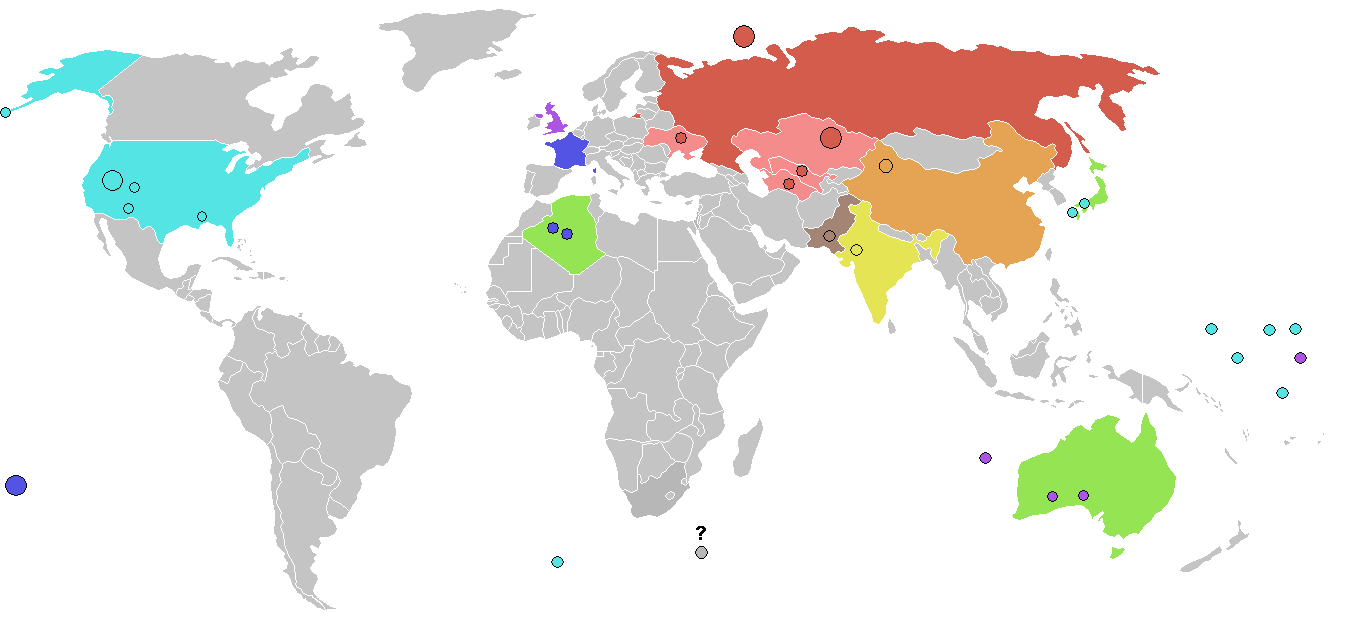
超過2,000次核试验已发生在世界各地。

核試驗（英語：nuclear test），又稱核試爆，是为了军事研究和科学研究目的，對核爆炸装置或核子武器在预定条件下作出實際的爆破試驗。不少國家在20世紀均發展出核武並試驗，有關部門可透過這些試驗去瞭解這些武器如何運作。其主要目的是：鉴定核爆炸装置的威力及其他性能，验证理论计算和结构设计是否合理，为改进核武器设计或定型生产提供依据；在核爆炸环境下研究核爆炸现象学和各种杀伤破坏因素的变化规律；研究核爆炸的和平利用等。
它是一项规模很大、需要多学科、多部门协同配合和耗费大量人力、物力的科学试验，也可能參與到地質與大氣等的研究。然而在歷史上大部分的核試驗中，多半帶有政治上威嚇的意味。1996年9月全面禁止核试验条约在联合国大会通过后，仅印度、巴基斯坦和朝鲜民主主义人民共和国三国进行过核试验。

## 試驗方式
核試驗通常发生在下列幾種地點：
1. 地上核試驗：是在地面上（包括低空）試爆核武。例如美國於內華達州的內華達試驗場的核試爆。
2. 地下核試驗：是在地底下試爆，如美國於內華達州的內華達核試驗場的核試爆。
3. 高空核試驗：是由飛彈發射到高空或由飛機投下於空中引爆，如蘇聯於新地島空中的沙皇核彈試爆。
4. 水下核試驗：是在水面下的試爆，如美國曾在比基尼環礁十字路計划的核試爆。

## 曾經有核試驗的國家
从1945年7月16日美国作出世界上首次於新墨西哥州三位一體核試验到1989年底冷戰緩和，各国共核试验了2000多次。其中，美、苏两国核试验次数约占总数的80％。中华人民共和国首次原子弹试验于1964年10月16日在新疆罗布泊核试验场，首次导弹核武器试验于1966年10月27日，首次氢弹原理试验于1966年12月28日，首次氢弹空投试验于1967年6月17日，首次中子弹原理试验于1984年12月19日，首次中子弹试验于1988年9月29日。括號內為最近一次核試年份：
- 美國：官方統計1054次（不含亚临界核试验，下同），大多數在內華達試驗場(904次)及在馬紹爾群島的太平洋試驗場(106次)。還有10個測試發生在不同地點，其中在美國的，包括阿拉斯加的阿姆奇特卡岛、新墨西哥州、密西西比州及科羅拉多州。（1992年2月前）
- 蘇聯：官方統計715次，大多數在塞米巴拉金斯克基地及新地島。還有幾個測試發生在不同地點，包括俄羅斯、哈薩克、土庫曼及烏克蘭。（1990年）
- 法國：官方統計210次，大多數在撒哈拉沙漠。（1996年）
- 英国：45次，包括21次在澳大利亞領土，其中9次在南澳大利亞，其他包括在太平洋的圣诞岛 (基里巴斯)和美国的内华达试验场。（1991年）
- 中華人民共和國：45次（大氣23和地下22），首次在新疆羅布泊馬蘭基地的核試驗場。（1996年）
- 印度：6次（1998年）
- 巴基斯坦：6次（1998年）
- 朝鮮民主主義人民共和國：6次（2017年）[1][2][3]
- 不明：1次（船帆座事件：1979年美國核爆炸探測衛星船帆座號偵測到南大西洋和印度洋交界處發生疑似核爆炸，起因迄今仍不明，外界普遍猜測與以色列或當年南非白人政府的核计划有關。）